# Rendsburg-Eckernförde
Rendsburg-Eckernförde é um distrito (Landkreis) da Alemanha localizado no estado de Schleswig-Holstein.

## Cidades e municípios
Populações em 31 de dezembro de 2006:
| Cidades: 1. Büdelsdorf (10.244) 2. Eckernförde * (23.008) 3. Rendsburg (28.476) | Municípios: 1. Altenholz (9.725) 2. Hohenwestedt * (4.937) 3. Kronshagen (11.776) 4. Wasbek (2.238) |

Estas cidades e municípios são chamados Amtsfreie Städte ou Amtsfreie Gemeinden por não pertencerem a nenhum Amt (vide abaixo). A cidade e o município indicados por asterisco (*) são sedes de um Amt.
Ämter (singular: Amt; português: ofício, escritório, secretaria), e seus municípios membros:
| - 1. Achterwehr [sede: Achterwehr] 1. Achterwehr (901) 2. Bredenbek (1.308) 3. Felde (2.072) 4. Krummwisch (746) 5. Melsdorf (1.767) 6. Ottendorf (857) 7. Quarnbek (1785) 8. Westensee (1.600) - 2. Aukrug [sede: Aukrug] 1. Arpsdorf (264) 2. Aukrug (3.766) 3. Ehndorf (616) 4. Padenstedt (1.438) - 3. Bordesholm [sede: Bordesholm] 1. Bissee (175) 2. Bordesholm (7.587) 3. Brügge (1.057) 4. Grevenkrug (271) 5. Groß Buchwald (387) 6. Hoffeld (175) 7. Loop (185) 8. Mühbrook (517) 9. Negenharrie (355) 10. Reesdorf (144) 11. Schmalstede (276) 12. Schönbek (168) 13. Sören (205) 14. Wattenbek (2.936) - 4. Dänischenhagen [sede: Dänischenhagen] 1. Dänischenhagen (3.514) 2. Noer (885) 3. Schwedeneck (3.009) 4. Strande (1.476) - 5. Dänischer Wohld [sede: Gettorf] 1. Felm (1103) 2. Gettorf (6.702) 3. Lindau (1.354) 4. Neudorf-Bornstein (1.050) 5. Neuwittenbek (1.260) 6. Osdorf (2.339) 7. Schinkel (1029) 8. Tüttendorf (1154) - 6. Eiderkanal [sede: Osterrönfeld] 1. Bovenau (1.059) 2. Haßmoor (292) 3. Ostenfeld (Rendsburg) (542) 4. Osterrönfeld (5.244) 5. Rade bei Rendsburg (242) 6. Schacht-Audorf (4.518) 7. Schülldorf (561) - 7. Flintbek [sede: Flintbek] 1. Böhnhusen (340) 2. Flintbek (7176) 3. Schönhorst (316) 4. Techelsdorf (154) - 8. Fockbek [sede: Fockbek] 1. Alt Duvenstedt (1.868) 2. Fockbek (6.270) 3. Nübbel (1.662) 4. Rickert (1.118) | - 9. Hanerau-Hademarschen [sede: Hanerau-Hademarschen] 1. Beldorf (288) 2. Bendorf (471) 3. Bornholt (209) 4. Gokels (600) 5. Hanerau-Hademarschen (3.080) 6. Lütjenwestedt (636) 7. Oldenbüttel (271) 8. Seefeld (403) 9. Steenfeld (390) 10. Tackesdorf (84) 11. Thaden (297) - 10. Hohenwestedt-Land [sede: Hohenwestedt] 1. Beringstedt (763) 2. Grauel (256) 3. Heinkenborstel (155) 4. Jahrsdorf (247) 5. Meezen (397) 6. Mörel (262) 7. Nienborstel (618) 8. Nindorf (697) 9. Osterstedt (663) 10. Rade bei Hohenwestedt (90) 11. Remmels (419) 12. Tappendorf (342) 13. Todenbüttel (1.134) 14. Wapelfeld (350) - 11. Hohner Harde [sede: Hohn] 1. Bargstall (164) 2. Breiholz (1.529) 3. Christiansholm (268) 4. Elsdorf-Westermühlen (1.688) 5. Friedrichsgraben (64) 6. Friedrichsholm (438) 7. Hamdorf (1281) 8. Hohn (2.381) 9. Königshügel (167) 10. Lohe-Föhrden (632) 11. Prinzenmoor (177) 12. Sophienhamm (361) - 12. Hüttener Berge [sede: Groß Wittensee] 1. Ahlefeld-Bistensee (482 em 31 de dezembro de 2007) 2. Ascheffel (963) 3. Borgstedt (1.404) 4. Brekendorf (1.043) 5. Bünsdorf (370) 6. Damendorf (444) 7. Groß Wittensee (1.152) 8. Haby (688) 9. Holtsee (1.363) 10. Holzbunge (357) 11. Hütten (204) 12. Klein Wittensee (209) 13. Neu Duvenstedt (148) 14. Osterby (954) 15. Owschlag (3616) 16. Sehestedt (876) | - 13. Jevenstedt [sede: Jevenstedt] 1. Brinjahe (132) 2. Embühren (229) 3. Haale (498) 4. Hamweddel (485) 5. Hörsten (83) 6. Jevenstedt (3.313) 7. Luhnstedt (444) 8. Schülp bei Rendsburg (1.137) 9. Stafstedt (365) 10. Westerrönfeld (5.122) - 14. Molfsee [sede: Molfsee] 1. Blumenthal (675) 2. Mielkendorf (1.382) 3. Molfsee (4.895) 4. Rodenbek (500) 5. Rumohr (730) 6. Schierensee (384) - 15. Nortorfer Land [sede: Nortorf] 1. Bargstedt (761) 2. Bokel (663) 3. Borgdorf-Seedorf (420) 4. Brammer (418) 5. Dätgen (587) 6. Eisendorf (310) 7. Ellerdorf (546) 8. Emkendorf (1.467) 9. Gnutz (1.194) 10. Groß Vollstedt (1.004) 11. Krogaspe (485) 12. Langwedel (1.408) 13. Nortorf, cidade (6424) 14. Oldenhütten (155) 15. Schülp bei Nortorf (821) 16. Timmaspe (1121) 17. Warder (621) - 16. Schlei-Ostsee [sede: Eckernförde] 1. Altenhof (313) 2. Barkelsby (1.474) 3. Brodersby (751) 4. Damp (1.595) 5. Dörphof (744) 6. Fleckeby (1.830) 7. Gammelby (516) 8. Goosefeld (766) 9. Güby (877) 10. Holzdorf (920) 11. Hummelfeld (290) 12. Karby (560) 13. Kosel (1.371) 14. Loose (824) 15. Rieseby (2.570) 16. Thumby (496) 17. Waabs (1.452) 18. Windeby (1.078) 19. Winnemark (509) |

|  |

## História
- O município de Ahlefeld-Bistensee foi formado em 1 de março de 2008, a partir dos antigos municípios de Ahlefeld e Bistensee.
- O município de Wasbek pertenceu ao Amt de Aukrug até 15 de junho de 2008.